# I fiori del male (manga)
I fiori del male (惡の華?, Aku no hana) è un manga scritto e disegnato da Shūzō Oshimi, pubblicato sul Bessatsu Shōnen Magazine di Kōdansha dal 9 settembre 2009 al 9 maggio 2014. Il manga è stato candidato alla quinta edizione del premio Manga Taishō. In Italia venne pubblicato a partire dal 7 novembre 2013 al 5 febbraio 2015 da Planet Manga. Il primo capitolo del manga è stato inserito in allegato al numero di settembre del mensile Anteprima.
Nel 2013 è stato creato dallo studio Zexcs un adattamento anime di 13 episodi, andato in onda a partire dal 5 aprile al 28 giugno 2013.

## Trama
Takao Kasuga è un normale ragazzo, appassionato di letteratura e in particolare de I fiori del male (Les Fleurs du Mal) di Charles Baudelaire. Un giorno, Takao ruba impulsivamente la tuta da ginnastica della compagna Nanako Saeki, la ragazza che gli piace. Il giorno dopo, però, Takao scopre di essere stato scoperto da un'altra compagna, Sawa Nakamura, strana e solitaria, che lo ricatta costringendolo a firmare un "contratto" con lei; la ragazza, in cambio, manterrà il suo segreto, altrimenti la cosa verrà resa pubblica. La storia verte dunque sulle conseguenze delle azioni dei ragazzi, che finiscono per influenzare profondamente il loro contesto familiare, scolastico e cittadino.

## Personaggi
Takao Kasuga (春日 高男?, Kasuga Takao)
Doppiato da: Shin'ichirō Ueda
Studente delle scuole medie con un'infatuazione per la sua compagna di classe Saeki, che ritiene la sua musa. È timido e amante della letteratura, specialmente del libro I fiori del male di Baudelaire. Viene scoperto da Nakamura a rubare la divisa da ginnastica di Saeki e da allora viene costretto dalla ragazza a eseguire i suoi ordini.
Sawa Nakamura (仲村 佐和?, Nakamura Sawa)
Doppiata da: Mariya Ise
Una ragazza sola e disprezzata da tutti, ritenuta strana a causa dei suoi comportamenti. Vede tutte le persone della città come esseri inferiori finché non scopre Kasuga rubare la tuta da ginnastica di Saeki, obbligandolo tramite un contratto a essere amici e a obbedire ai suoi ordini.
Nanako Saeki (佐伯 奈々子?, Saeki Nanako)
Doppiata da: Yōko Hikasa
Studentessa intelligente e popolare in tutta la scuola media, si innamora di Kasuga per le parole oneste che le ha rivolto. Inizia a sviluppare un'ossessione per il ragazzo nel momento in cui questo preferisce parlare con Nakamura piuttosto che con lei, intromettendosi in qualunque modo nel loro rapporto.
Aya Tokiwa (常磐 文?, Tokiwa Aya)
Amante della letteratura, frequenta la stessa scuola superiore di Kasuga. È la fidanzata di Koji, con cui lavorava part-time in un locale, e condivide con Kasuga l'amore per i libri. Viene spronata dallo stesso Kasuga a completare il romanzo che aveva abbozzato.
Ai Kinoshita (木下 亜衣?, Kinoshita Ai)
Doppiata da: Ayako Uemura

## Media

### Manga
Il manga è stato pubblicato sul numero d'esordio della rivista di Kōdansha Bessatsu Shōnen Magazine uscito il 9 settembre 2009, fino alla conclusione dopo 57 capitoli a maggio 2014. I capitoli sono stati poi raccolti in 11 volumi pubblicati tra il 17 marzo 2010 ed il 9 giugno 2014. All'estero, il manga è stato tradotto in italiano da Planet Manga, da Vertical negli Stati Uniti tra l'8 maggio 2012 ed il 14 ottobre 2014, in Taiwan da Tong Li Publishing e da Norma Editorial in Spagna.
| Nº | Titolo italiano Giapponese 「Kanji」 - Rōmaji | Data di prima pubblicazione              | Data di prima pubblicazione             |
| Nº | Titolo italiano Giapponese 「Kanji」 - Rōmaji | Giapponese                               | Italiano                                |
| 1  | I fiori del male - Aku no hana 1 「惡の華 1」 | 17 marzo 2010 ISBN 978-4-06-384277-7     | 7 novembre 2013 ISBN 978-88-912-5133-6  |
| 1  | Capitoli - 1. I fiori del male (悪の華?, Aku no hana) - 2. Invito al viaggio (旅への誘い?, Tabi-e no sasoi) - 3. Il motivo della minaccia (脅迫の理由?, Kyōhaku no riyū) - 4. Cielo coperto (曇り空?, Kumorizora) - 5. Promessa (約束?, Yakusoku) - 6. Immoralità (背徳?, Haitoku) |                                          |                                         |
| 1  | Trama Dimenticata la sua copia de I fiori del male a scuola, Kasuga torna indietro e si imbatte nella divisa da ginnastica di Saeki lasciata lì, rubandola in preda al panico. Nakamura gli dice di averlo visto rubare l'uniforme e lo costringe a stringere un contratto con lei. Quando Kasuga si rifiuta di non scriverle un saggio in cui esprime tutto il suo essere perverso, lei lo spoglia e lo costringe a indossare l'uniforme. Dopo che Kasuga difende Nakamura da un'accusa di furto, Saeki gli dice che è stato davvero forte e ammirevole. Più tardi, riesce a invitarla a un appuntamento. Nakamura lo incontra prima dell'appuntamento e gli fa indossare l'uniforme di Saeki sotto i vestiti. |                                          |                                         |
| 2  | I fiori del male - Aku no hana 2 「惡の華 2」 | 17 settembre 2010 ISBN 978-4-06-384370-5 | 12 dicembre 2013 ISBN 978-88-912-5134-3 |
| 2  | Capitoli - 7. Fuori controllo (暴走?, Bōsō) - 8. Confessione (告白?, Kokuhaku) - 9. Ciocche attorte (ほつれる糸?, Hotsureru ito) - 10. Spleen e ideale (憂鬱と理想?, Yūutsu to risō) - 11. L'irrimediabile (救いがたいもの?, Sukui gatai mono) - 12. Il punitore di se stesso (われとわが身を罰するもの?, Ware to wagami o bassuru dono) |                                          |                                         |
| 2  | Trama Kasuga porta Saeki in una libreria di libri usati e le regala una copia de I fiori del male. In un parco, Saeki gli chiede di iniziare una relazione con lei. Nakamura, che era nei paraggi a osservarli, lo bagna con un secchio d'acqua, rivelando l'uniforme sotto i suoi vestiti, e Kasuga fugge. Saeki fraintende Nakamura mentre parla con Kasuga, e pensa che la stessa Nakamura voglia fare sesso con lui. Dopo non aver detto a Saeki del suo furto, Kasuga implora Nakamura di dirle la verità. Nakamura e Kasuga si incontrano nella scuola di notte e procedono a vandalizzarla pesantemente. Kasuga scrive una confessione sulla lavagna, disegna il fiore dalla copertina de I fiori del male sul pavimento e mette l'uniforme al centro. |                                          |                                         |
| 3  | I fiori del male - Aku no hana 3 「惡の華 3」 | 9 febbraio 2011 ISBN 978-4-06-384436-8   | 16 gennaio 2014 ISBN 978-88-912-5270-8  |
| 3  | Capitoli - 13. L'alba spirituale (心の夜明け?, Kokoro no yoake) - 14. Spleen (憂鬱?, Yūutsu) - 15. Il crepuscolo della sera (たそがれ時?, Tasogaredoki) - 16. Tristezza della luna (機嫌を損じた月?, Kigen o sonjita tsuki) - 17. De profundis clamavi (深淵より叫びぬ?, Shin'en yori sakebinu, lett. "Gridai dall'abisso") - Extra (特別番外編?, Tokubetsu bangai-hen) |                                          |                                         |
| 3  | Trama Il giorno dopo viene convocata un'assemblea e gli studenti vengono mandati a casa; Kasuga non viene incriminato perché il suo nome nella confessione era coperto di inchiostro. Saeki affronta Kasuga, riconoscendo il fiore disegnato sul pavimento, e quest'ultimo le dice volerla lasciare. Saeki rifiuta e si reca a casa sua più tardi, chiedendo a Kasuga di essere più aperto con lei. La madre di Kasuga scopre i vestiti macchiati d'inchiostro della notte precedente e Kasuga scappa. Incontra Nakamura e lei gli dice di andare in bicicletta verso le montagne. Saeki li trova di notte e cerca di far tornare indietro Kasuga. Tuttavia, Kasuga non è in grado di scegliere tra le due ragazze, allontanandole entrambe. La polizia viene a cercare Saeki e li porta tutti alla stazione di polizia. |                                          |                                         |
| 4  | I fiori del male - Aku no hana 4 「惡の華 4」 | 9 agosto 2011 ISBN 978-4-06-384528-0     | 13 febbraio 2014 ISBN 978-88-912-5277-7 |
| 4  | Capitoli - 18. Il sole (太陽?, Taiyō) - 19. Il sogno di un curioso (あるもの好き男の夢?, Aru monozuki otoko no yume) - 20. La promessa di un fanciullo (ある少年の約束?, Aru shōnen no yakusoku) - 21. Il sogno del curioso (もの好き男の夢?, Monozuki otoko no yume) - 22. I fiori del male si schiudono con grazia (惡の華 可憐に咲く?, Aku no hana karen ni saku) |                                          |                                         |
| 4  | Trama Un mese dopo il loro incontro in montagna, Saeki rompe definitivamente con Kasuga. Decidendo di aiutare Nakamura a non essere più sola e voler creare "l'altra parte" per lei in quella città, Kasuga scrive un saggio per lei. Tuttavia, Nakamura scappa da lui e Kasuga finisce per incontrare suo padre a casa loro. Kasuga entra nella sua stanza e trova il suo diario, che racconta la sua noia e il tentativo di fuga dal tedio con Kasuga. Kasuga costruisce un nascondiglio in cui ritrovarsi durante il giorno o di notte con Nakamura e lo decora con le mutandine rubate a tutte le ragazze della sua classe, ottenendo l'approvazione di Nakamura. |                                          |                                         |
| 5  | I fiori del male - Aku no hana 5 「惡の華 5」 | 6 gennaio 2012 ISBN 978-4-06-384611-9    | 13 marzo 2014 ISBN 978-88-912-5423-8    |
| 5  | Capitoli - 23. Danza della rovina (破滅の舞踏?, Hametsu no butō) - 24. Canto d'estate (夏の歌?, Natsu no uta) - 25. Il fiore della dea (女神の華?, Megami no hana) - 26. ...degli amanti (愛し合う男女の?, Aishiau danjo no) - 27. Cielo imbronciato (かげる空?, Kageru sora) |                                          |                                         |
| 5  | Trama Prima dell'inizio delle vacanze estive, Kasuga mette un paio di mutandine sopra una statua della scuola. Saeki e Kinoshita lo seguono fino al suo nascondiglio e, scoperto il tutto, Saeki giura di punirli. Kasuga e Nakamura inchiodano le varie mutandine su un compensato, progettando di mostrarle al festival estivo. Saeki scopre il compensato messo a punto dai due e attira Kasuga nel suo nascondiglio. Lì, lo stupra, ma Kasuga resiste, facendole bruciare il nascondiglio. Saeki affronta Nakamura, ma lei l'abbraccia solo, facendo ammettere a Saeki che è gelosa di lei. Nel frattempo, un vigile del fuoco scopre sulla scena dell'incendio il quaderno in cui Nakamura e Kasuga stavano progettando il tutto. |                                          |                                         |
| 6  | I fiori del male - Aku no hana 6 「惡の華 6」 | 8 giugno 2012 ISBN 978-4-06-384681-2     | 10 aprile 2014 ISBN 978-88-912-5456-6   |
| 6  | Capitoli - 28. Sole senza calore (熱のない太陽?, Netsu no nai taiyō) - 29. Domattina, che ne sarà di voi? (明日の朝、君達は果たして？?, Ashita no asa, kimi-tachi wa hatashite?) - 30. Respirare in silenzio in fondo alle tenebre opprimenti (重苦しい闇の奥で静かに呼吸づきながら?, Omokurushii yami no oku de shizukani iki-zuki nagara) - 31. Uno sguardo sporco e puro (汚れて清いまなざし?, Kegarete kiyoi manazashi) - 32. Ti amerò! (愛してやろう！?, Aishiteyarou!) |                                          |                                         |
| 6  | Trama I detective della polizia si recano a casa di Kasuga e lo interrogano sull'incendio e sul quaderno in cui era pianificato tutto il da farsi al festival estivo della città, ma nega il proprio coinvolgimento. I genitori lo riprendono per i suoi comportamenti recenti e lo costringono a rimanere a casa. Saeki gli fa visita e gli dice di costituirsi e rimanere in città con lei, ma Kasuga rifiuta le sue avances. Saeki si consegna quindi alla polizia per aver appiccato il fuoco. Kinoshita racconta a tutta la scuola i crimini di Kasuga. La scuola non coinvolge la polizia e cerca di fargli ammettere di essere stato influenzato da Nakamura. I genitori di Kasuga annunciano che si trasferiranno dopo le vacanze. La notte prima del festival, Nakamura irrompe nella casa di Kasuga, attaccando suo padre, e i due fuggono. Il giorno dopo, i due acquistano dei travestimenti, un coltello da cucina, del cherosene e un accendino. Nel frattempo, la madre di Kasuga, il padre di Nakamura, e Kinoshita li cercano al festival. Kasuga e Nakamura salgono in cima a un carro mentre impugnano un coltello. |                                          |                                         |
| 7  | I fiori del male - Aku no hana 7 「惡の華 7」 | 7 dicembre 2012 ISBN 978-4-06-384761-1   | 12 giugno 2014 ISBN 978-88-912-5511-2   |
| 7  | Capitoli - 33. Felice è chi spicca il volo (翔び立ち得る者は幸なり?, Tobi tachiuru mono wa kō nari) - 34. Pensieri preziosi (貴重な思い?, Kichō na omoi) - 35. Rimpiangendo il cielo lontano (遠つ空しのびつつ?, Tōtsu sora shinobi tsutsu) - 36. Aggrappato a un sogno irrealizzabile (見果てぬ夢に追いすがる?, Mihatenu yume ni oisugaru) - 37. Colpito da un raggio di sole invernale (冬の日ざしがさっと差込む?, Fuyu no hizashi ga satto sashikomu) |                                          |                                         |
| 7  | Trama Kasuga e Nakamura si versano del cherosene addosso e pronunciano le loro ultime parole, maledicendo la città e sé stessi. Poco prima che si immolino, Nakamura spinge Kasuga oltre la ringhiera del carro, ma viene afferrata da suo padre prima che possa darsi fuoco. Qualche anno dopo, troviamo Kasuga frequentare il liceo in una nuova città e scopre che non riesce ancora a dimenticare Nakamura. Kasuga incontra la sua compagna di classe Tokiwa in una libreria, e la trova a sfogliare il libro de I fiori del male. Tokiwa, dopo una conversazione sulle sue letture con Kasuga, si offre di prestargli un romanzo. Il romanzo riaccende l'amore di Kasuga per i libri e lei inizia a prestarglieli molto spesso. Un giorno si dimentica di portargli i soliti romanzi, così Kasuga va con lei a casa sua. Scopre che lei è attualmente al lavoro su un romanzo. Koji, il fidanzato di Tokiwa, si presenta davanti a casa di Tokiwa. |                                          |                                         |
| 8  | I fiori del male - Aku no hana 8 「惡の華 8」 | 7 giugno 2013 ISBN 978-4-06-384872-4     | 7 agosto 2014 ISBN 978-88-912-5592-1    |
| 8  | Capitoli - 38. Ora obliato è persino il nome (今は名も忘られはてし?, Ima wa na mo wasurare hateshi) - 39. De prufundis clamavi (深淵より呼びぬ?, Shin'en yori yobinu, lett. "Chiamai dall'abisso") - 40. Infrangere la lieta armonia dell'universo (目出度い宇宙の調和を破る?, Medetai uchū no chōwa o yaburu) - 41. Un profumo dolce di mistero (秘密のように甘い香を?, Himitsu no yō ni amai ka o) - 42. In altre parole, ero morto (つまり、僕は死んでいた?, Tsumari, boku wa shindeita) |                                          |                                         |
| 8  | Trama Koji inizialmente sospetta di Kasuga, ma si rilassa dopo aver visto quanto è timido. Lo invita ad andare con lui e Tokiwa al ritrovo dei loro amici. Arrabbiato perché Kasuga è stato il primo ragazzo che Tokiwa ha fatto entrare nella sua stanza, Koji tormenta Kasuga per sapere il nome di chi gli piaceva alle medie, causando una discussione tra Koji e Tokiwa. Tokiwa confessa a Kasuga che si sente vuota e Kasuga vede in lei una somiglianza con Nakamura. Più tardi, Kasuga legge il suo manoscritto e inizia a piangere perché riesce a identificarsi con la protagonista. La incoraggia quindi a scrivere il romanzo. Sulla via di casa, Kasuga incontra Saeki e i due si incontrano per pranzo il giorno successivo. Saeki interroga Kasuga sul perché non sta più cercando Nakamura e lo accusa di aver usato Tokiwa come sostituta per lei, data la somiglianza tra le due. |                                          |                                         |
| 9  | I fiori del male - Aku no hana 9 「惡の華 9」 | 9 agosto 2013 ISBN 978-4-06-394923-0     | 2 ottobre 2014 ISBN 978-88-912-5650-8   |
| 9  | Capitoli - 43. Quella è la tua anima (あれは君の魂だもの?, Are wa kimi no tamashii da mono) - 44. Ciò che il mi cuore colpevole desidera è... (罪深い僕の心が求めるのは?, Tsumibukai boku no kokoro ga motomeru no wa) - 45. Tu, diletta come il cielo notturno (夜の空ほど君恋しきよ?, Yoru no sora hodo kimi koishiki yo) - 46. O fontana dell'eterna giovinezza (永遠の青春の泉よ?, Eien no seishun no izumi yo) - 47. In questo istante ripercorro la strada di casa (今しも家路に帰るのだ?, Imashimo ieji ni kaeru no da) |                                          |                                         |
| 9  | Trama Koji e Tokiwa fanno pace e lui si scusa con Kasuga. Le parole di Saeki tornano in mente a Kasuga e gli fanno dubitare della sua relazione con Tokiwa, ma si ricorda che Nakamura è ormai altrove. Incoraggiato, visita Tokiwa sul posto di lavoro e le chiede di uscire e di mettersi con lui, dicendo che sarà lui a salvarla. Lei rompe con Koji e accetta. Dopo che sono in giro per un po', Tokiwa propone di visitare la città natale di Kasuga, ma quest'ultimo rifiuta. Il padre di Kasuga riceve una telefonata che il nonno di Kasuga è collassato e morirà presto. Kasuga decide di tornare con lui nella loro città natale. |                                          |                                         |
| 10 | I fiori del male - Aku no hana 10 「惡の華 10」 | 9 gennaio 2014 ISBN 978-4-06-394993-3    | 18 dicembre 2014 ISBN 978-88-912-5733-8 |
| 10 | Capitoli - 48. Le spoglie di chi ho amato avvolte in un sudario (愛する者の死 骸が包まれている?, Aisuru mono no nakigara ga tsutsumareteiru) - 49. Tu conosci il tormento? (君は知るか、懊悩を？?, Kimi wa shiru ka, ōnō wo?) - 50. Io non ho ancora dimenticato (僕はまだ忘れずにいる?, Boku wa mada wasurezu ni iru) - 51. Nella luce degli occhi tuoi (そなたの瞳の光には?, Sonata no hitomi no hikari ni wa) - 52. Tu te ne sei accorta? (君は気づいているか?, Kimi wa kizuiteiru ka) |                                          |                                         |
| 10 | Trama I parenti di Kasuga lo incolpano per la morte del nonno. Kasuga incontra Kinoshita al funerale e i due si incontrano in una tavola calda di notte. Kinoshita gli dice che si pente di essere stata lasciata indietro da Saeki e bloccata nella sua città. Prima di andarsene, dà a Kasuga un biglietto su cui è scritto dove si è trasferita Nakamura. Tokiwa finisce il suo romanzo e chiede a Kasuga di leggerlo, ma lui rifiuta e le racconta del suo passato. Kasuga le dice che vuole andare a incontrare Nakamura in modo che possa far pace con il suo passato e stare finalmente bene con Tokiwa. Tokiwa dice che andrà con lui. La coppia prende il treno per la stazione di Tokawa a Chōshi, Chiba e trova il ristorante di proprietà della madre di Nakamura. Ordinano un pasto e Kasuga e Nakamura si salutano. |                                          |                                         |
| 11 | I fiori del male - Aku no hana 11 「惡の華 11」 | 9 giugno 2014 ISBN 978-4-06-395116-5     | 5 febbraio 2015 ISBN 978-88-912-5764-2  |
| 11 | Capitoli - 53. Per sapere se il mare è realmente generoso e gentile (海が果して寛容で親切だかを知るがため?, Umi ga hatashite kan'yō de shinsetsu da ka o shiru ga tame) - 54. Nel tramonto dorato (金色の夕ぐれに?, Konjiki no yūgure ni) - 55. Dopo lo scorrere del tempo (時すぎてのち?, Toki sugite nochi) - 56. Noi siamo coloro che sperano (僕らは願う者なのだ?, Bokura wa negau mono na no da) - Capitolo conclusivo. Ciò che occupa i nostri cuori (われらが心を占めるのは?, Warera ga kokoro wo shimeru no wa) |                                          |                                         |
| 11 | Trama In una spiaggia vicina, Kasuga chiede a Nakamura perché lo ha spinto giù dal carro quella volta e Nakamura dice di averlo dimenticato. Kasuga colpisce scherzosamente Nakamura e le dice che è felice che lei non sia scomparsa. Lei colpisce lui e i tre iniziano a giocare e ridere tra di loro. Passano gli anni, Kasuga è ora al college e si gode la lettura e lo studio de I fiori del male. Tokiwa e lui sono ancora assieme e lei sta lavorando su un altro romanzo. Kasuga, dopo una notte passata con Tokiwa, sogna il suo futuro con lei tra bambini, lavoro e matrimonio, e i suoi amici che si riuniscono con i loro cari. Quando si sveglia, Kasuga inizia a scrivere sul suo libro vuoto. Il capitolo finale mostra l'inizio della storia dal punto di vista di Nakamura con persone dipinte come spaventose macchie nere e oscurità che minacciano di penetrare in lei, fino a quando non incontra Kasuga e tutto inizia a sembrare meno scuro. |                                          |                                         |

### Anime
La serie animata di 13 episodi, realizzata dallo studio Zexcs, ha debuttato il 5 aprile 2013 su BS Animax con la regia affidata a Hiroshi Nagahama, l'aiuto regia a Tetsuo Hirakawa, la sceneggiatura a Aki Itami e il character design a Hidekazu Shimamura; Sawa Nakamura, Takao Kasuga e Nanako Saeki sono stati doppiati rispettivamente da Mariya Ise, Shinichiro Ueda e Yōko Hirasa. L'animazione è stata realizzata tramite rotoscopio e con diversi modelli che hanno dato il volto ed i movimenti ai personaggi allo scopo di rendere più realistico l'anime e in modo che dia un impatto maggiore al telespettatore. L'anime ha richiesto un numero di mesi di lavorazione superiore rispetto a quello di una normale serie animata, di cui tre dei mesi sono stati richiesti per filmare le parti in live-action.
| Nº | Titolo italiano Giapponese 「Kanji」 - Rōmaji | In onda        | In onda |
| Nº | Titolo italiano Giapponese 「Kanji」 - Rōmaji | Giapponese     |         |
| 1  | Aku no hana 1 「第一回」 - Aku no hana 1      | 5 aprile 2013  |         |
| 2  | Aku no hana 2 「第二回」 - Aku no hana 2      | 12 aprile 2013 |         |
| 3  | Aku no hana 3 「第三回」 - Aku no hana 3      | 19 aprile 2013 |         |
| 4  | Aku no hana 4 「第四回」 - Aku no hana 4      | 26 aprile 2013 |         |
| 5  | Aku no hana 5 「第五回」 - Aku no hana 5      | 4 maggio 2013  |         |
| 6  | Aku no hana 6 「第六回」 - Aku no hana 6      | 11 maggio 2013 |         |
| 7  | Aku no hana 7 「第七回」 - Aku no hana 7      | 18 maggio 2013 |         |
| 8  | Aku no hana 8 「第八回」 - Aku no hana 8      | 25 maggio 2013 |         |
| 9  | Aku no hana 9 「第九回」 - Aku no hana 9      | 1º giugno 2013 |         |
| 10 | Aku no hana 10 「第十回」 - Aku no hana 10    | 8 giugno 2013  |         |
| 11 | Aku no hana 11 「第十一回」 - Aku no hana 11  | 15 giugno 2013 |         |
| 12 | Aku no hana 12 「第十二回」 - Aku no hana 12  | 22 giugno 2013 |         |
| 13 | Aku no hana 13 「第十三回」 - Aku no hana 13  | 29 giugno 2013 |         |

## Accoglienza
Nel 2012 riceve una nomination al 5° Manga Taishō. La serie animata ha ricevuto alcune critiche negative per la tecnica impiegata.
Il manga è stato al centro di una critica a causa di due alunne che, dopo aver devastato la loro scuola, hanno ammesso di essersi ispirate ad Aku no hana.